# These Boots Are Made for Walkin'
"These Boots Are Made for Walkin'" é uma canção escrita por Lee Hazlewood e interpretada por Nancy Sinatra. Um grande sucesso, a canção chegou às paradas musicais em 22 de janeiro de 1966 e liderou a Billboard Hot 100 e o gráfico de singles britânico.
Ao longo dos anos, múltiplas versões cover da canção foram lançadas em uma variedade de estilos: metal, pop, rock, punk rock, country, dance e industrial. Entres as versões mais notáveis estão as lançadas por Megadeth, Billy Ray Cyrus e Jessica Simpson.

## História

### Gravação
Lee Hazlewood pretendia gravar a música sozinho, dizendo que 'não é realmente uma canção de menina', mas Sinatra o convenceu, acrescentando que "vindo de um cara era duro e abusivo, mas era perfeito para uma menina cantar". Hazlewood, ainda receoso, concordou. A gravação da canção por Sinatra foi feita com a ajuda de músicos de Los Angeles conhecidos como The Wrecking Crew. Esta sessão incluiu Chuck Berghofer no contrabaixo, fornecendo a notável linha de baixo com sua descida de um quarto de tom.

#### Músicos de Estúdio
Outros músicos, conforme visto nos contratos da Federação Americana de Músicos para a sessão incluem: 
- Nick Bonney - Violão/Guitarra
- Eddie Brackett Jr. - Engenheiro
- Roy V. Caton - Trompete (contratante)
- Jerry Cole - Violão/Guitarra
- Donald Frost - (Desconhecido)
- Lee Hazlewood - Supervisor
- Plas Johnson - Saxofone tenor
- Don Lanier - Violão/Guitarra
- William Miller - (Nenhum instrumento listado)
- Oliver Mitchell - Trompete
- Lou Norell - Violão/Guitarra
- Richard Perissi - Trompa francesa
- William Pitman - Violão/Guitarra
- Don Randi - Teclado
- Emil Richards - Percussão
- Billy Strange - Arranjador, maestro e violão

### Lançamento e Recepção
O single foi lançado em Dezembro de 1965 (tendo como lado B, ou lado 2, a música "The City Never Sleeps At Night")  a segunda música tirada de seu álbum de estreia, Boots, e foi uma continuação de um hit menor "So Long, Babe". A canção estourou e tornou-se um sucesso instantâneo e no final de fevereiro de 1966, chegou ao topo da parada Billboard Hot 100, um movimento que replicou em sucessos semelhantes em todo o mundo.
A Billboard descreveu a música como 'um excelente material de folk-rock´' e elogiou a performance vocal de Sinatra e 'a batida dançante de Billy Strange.'

#### Filme Promocional
No mesmo ano, Sinatra gravou um filme promocional, que mais tarde seria conhecido como o videoclipe, para a música. O filme foi dirigido pelo coreógrafo Robert Sidney e produzido pela Official Films no Paramount Studios em Hollywood. Em 1986, para o 20º aniversário da música, a estação de TV a cabo VH1 exibiu o vídeo.
Sinatra disse a Alison Martino que outros vídeos e performances são de programas de TV como The Ed Sullivan Show, Hullaballoo e Shindig! Esses outros vídeos mostravam Sinatra usando um icônico par de botas de couro vermelho.

### Na cultura popular
A canção foi usada por Stanley Kubrick para uma cena em seu filme Full Metal Jacket de 1987.
Em 2006, a Pitchfork Media a selecionou como a 114ª melhor música dos anos 1960. O crítico Tom Breihan descreveu a canção como "talvez a melhor despedida vadia da história do pop".
Goodyear Tire and Rubber Company usou partes da música em sua campanha publicitária dos anos 60, promovendo seus pneus de "botas largas". Nancy Sinatra processou a Goodyear, sem sucesso, por usar a música, alegando que ela violou seus direitos de publicidade.
Em 2021, a canção participou da trilha sonora do filme Cruella.
Em 2024, a canção foi sample da música YA YA do álbum Cowboy Carter de Beyoncé. 

## Posições nas Paradas
| Charts de 1966                   | Maiores posições |
| -------------------------------- | ---------------- |
| Australia (Kent Music Report)    | 1                |
| Canada Top Singles (RPM)         | 2                |
| German Singles Chart             | 2                |
| França (IFOP)                    | 13               |
| Italian Singles Chart            | 3                |
| Mexican Singles Chart            | 3                |
| África do Sul                    | 1                |
| UK Singles Chart (OCC)           | 1                |
| US Billboard Hot 100 (Billboard) | 1                |